# Aglaoctenus
Aglaoctenus Tullgren, 1905 è un genere di ragni appartenente alla famiglia Lycosidae.

## Distribuzione
Le 5 specie note di questo genere sono state reperite in America meridionale.

## Tassonomia
La storia tassonomica di questo genere è intricata: attribuito inizialmente alla famiglia Pisauridae, venne trasferito alle Lycosidae a seguito di un lavoro dell'aracnologo Carico (1993b), che considerò questa denominazione come sinonimo posteriore di Porrimosa Roewer 1960d, secondo un'analisi degli esemplari tipo Porrima harknessi Chamberlin, 1916, ma ha la priorità su quella denominazione; Porrimosa era stato ritenuto un sinonimo posteriore di Porrima Simon, 1898, e il nome più idoneo a sostituirlo.
La denominazione Porrima era però già occupata da Porrima Grote, 1877, un genere di farfalle della famiglia Noctuidae come fatto notare in un lavoro di Capocasale del 1982 sulla specie tipo di Porrima, P. diversa (O. Pickard-Cambridge, 1877).
Inoltre è anche sinonimo posteriore di Porrimula Roewer, 1960d, che analizzò gli esemplari di Porrima callipoda Mello-Leitão, 1934. Infine era anche considerato sinonimo posteriore di Porrima, sempre nello studio di Capocasale 1982, dove vengono entrambi ritenuti nomina dubia; contra un lavoro degli aracnologi Bucherl & Lucas del 1969 che considera queste specie come forme juvenili di Tetragonophthalma.
Non sono stati esaminati esemplari di questo genere dal 2011.
Attualmente, a giugno 2016, si compone di 5 specie:
- Aglaoctenus castaneus (Mello-Leitão, 1942) — Brasile, Ecuador, Perù, Argentina
- Aglaoctenus lagotis (Holmberg, 1876)[2] — dalla Colombia all'Argentina
- Aglaoctenus oblongus (C.L. Koch, 1847) — Brasile, Uruguay, Argentina
- Aglaoctenus puyen Piacentini, 2011 — Argentina
- Aglaoctenus yacytata Piacentini, 2011 — Argentina

### Specie trasferite
- Aglaoctenus securifer (Tullgren, 1905); trasferita al genere Orinocosa Chamberlin, 1916[1].

### Sinonimi

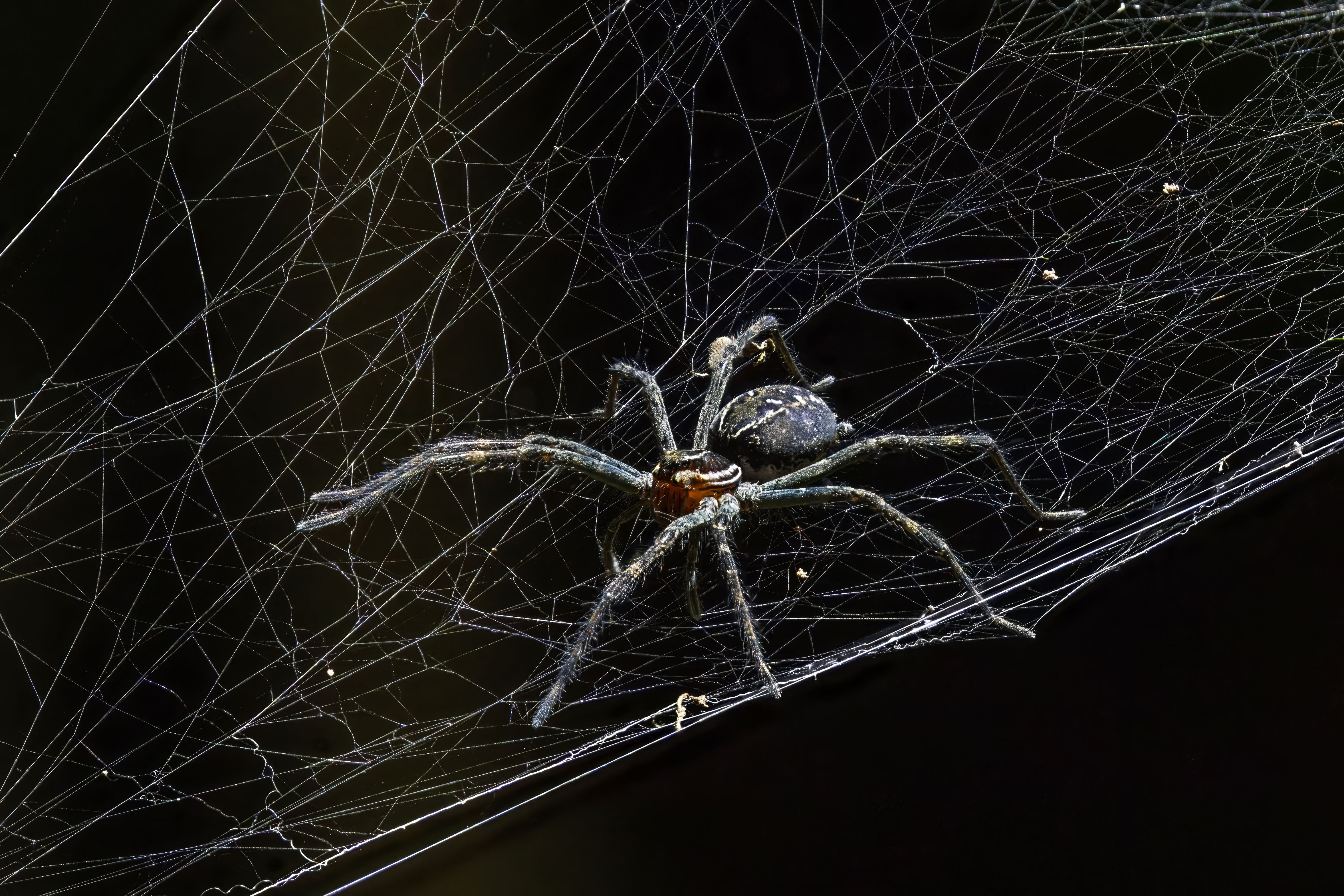
Aglaoctenus castaneus

- Aglaoctenus bifasciatus Tullgren, 1905; posta in sinonimia con Aglaoctenus lagotis (Holmberg, 1876) a seguito di un lavoro degli aracnologi Santos & Brescovit del 2001[1].
- Aglaoctenus callipoda (Mello-Leitão, 1934); posta in sinonimia con A. lagotis (Holmberg, 1876) a seguito di un lavoro degli aracnologi Santos & Brescovit del 2001.
- Aglaoctenus diversus (O. Pickard-Cambridge, 1877); posta in sinonimia con A. lagotis (Holmberg, 1876) a seguito di un lavoro degli aracnologi Santos & Brescovit del 2001.
- Aglaoctenus freiburgensis (Keyserling, 1877); posta in sinonimia con A. lagotis (Holmberg, 1876) a seguito di un lavoro degli aracnologi Santos & Brescovit del 2001.
- Aglaoctenus glieschi (Mello-Leitão, 1926); posta in sinonimia con A. lagotis (Holmberg, 1876) a seguito di un lavoro degli aracnologi Santos & Brescovit del 2001.
- Aglaoctenus granadensis (Keyserling, 1877); posta in sinonimia con A. lagotis (Holmberg, 1876) a seguito di un lavoro degli aracnologi Santos & Brescovit del 2001.
- Aglaoctenus harknessi (Chamberlin, 1916); posta in sinonimia con A. lagotis (Holmberg, 1876) a seguito di un lavoro degli aracnologi Santos & Brescovit del 2001.
- Aglaoctenus obscurus (Keyserling, 1891); posta in sinonimia con A. lagotis (Holmberg, 1876) a seguito di un lavoro degli aracnologi Santos & Brescovit del 2001.
- Aglaoctenus paulistana (Mello-Leitão, 1917); trasferita dall'ex genere Architis e posta in sinonimia con A. lagotis (Holmberg, 1876) a seguito di un lavoro dell'aracnologo Santos (2007a).
- Aglaoctenus sacer (C. L. Koch, 1847); trasferita dal genere Diapontia e posta in sinonimia con A. oblongus (C. L. Koch, 1847) a seguito di un lavoro degli aracnologi Santos, Álvares & Brescovit del 2003.
- Aglaoctenus thoas Mello-Leitão, 1938; trasferita dal genere Lycosa e posta in sinonimia con A. oblongus (C. L. Koch, 1847) a seguito di un lavoro degli aracnologi Santos, Álvares & Brescovit del 2003.

### Nomen dubium
- Aglaoctenus guianensis Caporiacco, 1954; esemplare juvenile rinvenuto nella Guyana francese; a seguito di un lavoro di Santos & Brescovit, 2001 è da ritenersi nomen dubium[1].